# Aubigny, Allier
Aubigny är en kommun i departementet Allier i regionen Auvergne-Rhône-Alpes i de centrala delarna av Frankrike. Kommunen ligger i kantonen Moulins-Ouest som ligger i arrondissementet Moulins. År 2022 hade Aubigny 146 invånare.

## Befolkningsutveckling
Antalet invånare i kommunen Aubigny
Referens: INSEE